# Demon Days
Demon Days — другий студійний альбом віртуального гурту Gorillaz, який був випущений у 2005 році.

## Історія
Альбом записувався з новим продюсером, Браяном Бертоном. Також в альбомі брали участь багато відомих музикантів, це були De La Soul, Roots Manuva, Нене Черрі, Шон Райдер, Айк Тернер, і актор Деніс Хоппер. Завдяки різним музикантам, які брали участь у записі альбому, кожна пісня має своє забарвлення і настрій. У цьому альбомі гурт продовжував експериментувати з різними жанрами музики, це хіп-хоп, електронна музика, гітарний поп, альтернативний реп, і таке інше. Обкладинка альбому є алюзією на обкладинку гурту The Beatles Let it be. 23 березня 2006 Американська асоціація звукозаписувальних компаній присвоїла альбому двократний платиновий статус. Журнал NME включив альбом у список 100 великих альбомів десятиліття. За версією порталу Vice альбом посідає 60-ту позицію в списку 99 найкращих танцювальних альбомів всіх часів.

## Список композицій
| Demon Days – Standard edition | Demon Days – Standard edition           | Demon Days – Standard edition                 | Demon Days – Standard edition |
| #                             | Назва                                   | Автор                                         | Тривалість                    |
| ----------------------------- | --------------------------------------- | --------------------------------------------- | ----------------------------- |
| 1.                            | «Intro»                                 | Damon Albarn Jamie Hewlett Don Harper         | 1:03                          |
| 2.                            | «Last Living Souls»                     | Albarn Hewlett                                | 3:10                          |
| 3.                            | «Kids with Guns»                        | Albarn Hewlett Brian Burton                   | 3:46                          |
| 4.                            | «O Green World»                         | Albarn Hewlett Burton                         | 4:32                          |
| 5.                            | «Dirty Harry» (featuring Bootie Brown)  | Albarn Hewlett Burton Romye Robinson          | 3:44                          |
| 6.                            | «Feel Good Inc.» (featuring De La Soul) | Albarn Hewlett Burton David Jolicoeur         | 3:41                          |
| 7.                            | «El Mañana»                             | Albarn Hewlett Burton                         | 3:50                          |
| 8.                            | «Every Planet We Reach Is Dead»         | Albarn Hewlett                                | 4:53                          |
| 9.                            | «November Has Come» (featuring MF Doom) | Albarn Hewlett Daniel Dumile                  | 2:41                          |
| 10.                           | «All Alone» (featuring Roots Manuva)    | Albarn Hewlett Burton Rodney Smith Simon Tong | 3:30                          |
| 11.                           | «White Light»                           | Albarn Hewlett                                | 2:08                          |
| 12.                           | «Dare» (featuring Shaun Ryder)          | Albarn Hewlett Burton Ryder                   | 4:04                          |
| 13.                           | «Fire Coming out of the Monkey's Head»  | Albarn Hewlett                                | 3:16                          |
| 14.                           | «Don't Get Lost in Heaven»              | Albarn Hewlett                                | 2:00                          |
| 15.                           | «Demon Days»                            | Albarn Hewlett                                | 4:29                          |
| 50:47                         |                                         |                                               |                               |

## Сертифікації
| Регіон | Сертифікація  | Продажі    |
| --- | ------------- | ---------- |
| Аргентина (CAPIF) | Золотий       | 20 000^    |
| Австралія (ARIA) | 3× Платиновий | 210 000^   |
| Австрія (IFPI Austria) | Платиновий    | 30 000*    |
| Канада (Music Canada) | 2× Платиновий | 200 000    |
| Данія (IFPI Denmark) | 3× Платиновий | 60 000     |
| Франція (SNEP) | Платиновий    | 200 000*   |
| Німеччина (BVMI) | Платиновий    | 200 000    |
| Ірландія (IRMA) | 5× Платиновий | 75 000^    |
| Японія (RIAJ) | Золотий       | 100 000^   |
| Мексика (AMPROFON) | Золотий       | 50 000^    |
| Нова Зеландія (RIANZ) | 3× Платиновий | 45 000^    |
| Польща (ZPAV) | Платиновий    | 20 000     |
| Португалія (AFP) | Платиновий    | 20 000^    |
| Росія (NFPF) | Золотий       | 10 000*    |
| Швейцарія (IFPI Switzerland) | Золотий       | 20 000^    |
| Велика Британія (BPI) | 6× Платиновий | 1,943,725  |
| США (RIAA) | 2× Платиновий | 2,200,000  |
| Підсумки |               |            |
| Європа (IFPI) | 2× Платиновий | 2 000 000* |
| Worldwide | —             | 8,000,000  |
| *продажі, що базуються лише на сертифікаціях · ^відвантаження, що базуються лише на сертифікаціях · продажі+прослуховування, що базуються лише на сертифікаціях |               |            |